# Тиргу-Тротуш (комуна)
Тиргу-Тротуш (рум. Târgu Trotuș) — комуна у повіті Бакеу в Румунії. До складу комуни входять такі села (дані про населення за 2002 рік):
- Віїшоара (1181 особа)
- Тиргу-Тротуш (2065 осіб)
- Тута (2108 осіб)

Комуна розташована на відстані 208 км на північ від Бухареста, 39 км на південний захід від Бакеу, 121 км на південний захід від Ясс, 141 км на північний захід від Галаца, 106 км на північний схід від Брашова.

## Населення
За даними перепису населення 2002 року у комуні проживали 5354 особи.
Національний склад населення комуни:
| Національність | Кількість осіб | Відсоток |
| -------------- | -------------- | -------- |
| румуни         | 5348           | 99,9%    |
| угорці         | 3              | 0,1%     |
| італійці       | 2              | < 0,1%   |
| чанго          | 1              | < 0,1%   |

Рідною мовою назвали:
| Мова       | Кількість осіб | Відсоток |
| ---------- | -------------- | -------- |
| румунську  | 5349           | 99,9%    |
| угорську   | 3              | 0,1%     |
| італійську | 2              | < 0,1%   |

Склад населення комуни за віросповіданням:
| Релігія       | Кількість осіб | Відсоток |
| ------------- | -------------- | -------- |
| римо-католики | 3391           | 63,3%    |
| православні   | 1956           | 36,5%    |
| баптисти      | 6              | 0,1%     |
| реформати     | 1              | < 0,1%   |